# Nati il 18 aprile

## XII secolo(1)
- 1115 - Gertrude di Supplimburgo, nobile tedesca († 1143)

## XIV secolo(1)
- 1320 - Pietro I del Portogallo, re portoghese († 1367)

## XV secolo(4)
- 1402 - Jean de Dunois, generale francese († 1468)
- 1445 - Ippolita Maria Sforza, duchessa († 1488)
- 1452 - Rodolfo Gonzaga, nobile e condottiero italiano († 1495)
- 1480 - Lucrezia Borgia, nobildonna italiana († 1519)

## XVI secolo(13)
- 1503 - Enrico II di Navarra, re († 1555)
- 1534 - Antonio Martelli, condottiero italiano († 1618)
- 1537 - Isabella Gonzaga, nobile italiana († 1579)
- 1539 - Federico Zuccari, pittore italiano († 1609)
- 1550 - Alessandro Pieroni, architetto e pittore italiano († 1607)
- 1578 - Ferdinando Carli, scrittore italiano († 1641)
- 1580 - Thomas Middleton, drammaturgo britannico († 1627)
- 1580 - Pedro Orrente, pittore spagnolo († 1645)
- 1589 - Bernardo Morando, poeta e romanziere italiano († 1656)
- 1589 - Giovanni Vasa, duca svedese († 1618)
- 1589 - Fulvio Alessandro della Corgna, nobile e politico italiano († 1647)
- 1590 - Ahmed I, sultano ottomano († 1617)
- 1597 - Pieter Potter, pittore e incisore olandese († 1652)

## XVII secolo(14)
- 1620 - Winston Churchill, nobile, politico e storico inglese († 1688)
- 1622 - Luisa Hollandina del Palatinato, nobile tedesca († 1709)
- 1640 - Stechinelli, politico e banchiere italiano († 1694)
- 1647 - Antonio Polcenigo, vescovo cattolico italiano († 1724)
- 1661 - Elias Terwesten, pittore e incisore olandese
- 1666 - Jean-Féry Rebel, compositore e violinista francese († 1747)
- 1668 - Giuseppe Maria Positano, arcivescovo cattolico italiano († 1730)
- 1674 - Charles Townshend, II visconte Townshend, nobile britannico († 1738)
- 1675 - Giulio Sacchi, vescovo cattolico italiano († 1738)
- 1681 - Girolamo Donnini, pittore italiano († 1743)
- 1685 - Jacques-Pierre de Taffanel de La Jonquière, ammiraglio e funzionario francese († 1752)
- 1689 - Maria Anna di Borbone-Conti, nobile francese († 1720)
- 1695 - Federico Marcello Lante Montefeltro della Rovere, cardinale e arcivescovo cattolico italiano († 1773)
- 1698 - Lorenzo Boturini Bernaducci, storico, antiquario e etnologo italiano († 1749)

## XVIII secolo(34)
- 1702 - Carlo Gregori, incisore italiano († 1759)
- 1714 - Carlo Antonio Bianchi, pittore italiano
- 1714 - Henri Philippe de Chauvelin, abate francese († 1770)
- 1725 - Emmanuel de Rohan-Polduc, nobile francese († 1797)
- 1729 - Gaetano Vestris, ballerino e coreografo francese († 1808)
- 1731 - Alexander Duff, III conte di Fife, nobile scozzese († 1811)
- 1731 - Girolamo Pompei, poeta, drammaturgo e traduttore italiano († 1788)
- 1740 - Francis Baring, I baronetto Baring, banchiere inglese († 1810)
- 1745 - Angelo Stefano Brusco, pittore italiano († 1831)
- 1749 - Richard Pickersgill, ufficiale britannico († 1779)
- 1751 - Fëdor Nikolaevič Golicyn, poeta russo († 1827)
- 1752 - Étienne Parfait Martin Maurel de Mons, arcivescovo cattolico francese († 1830)
- 1752 - Thomas Dyke Acland, nobile inglese († 1794)
- 1753 - George Townshend, II marchese Townshend, nobile e politico inglese († 1811)
- 1759 - Thomas Thorild, poeta e filosofo svedese († 1808)
- 1763 - Giovanni Antonio Cassitto, patriota, scrittore e filologo italiano († 1822)
- 1764 - Ivan Michajlovič Dolgorukov, politico, poeta e drammaturgo russo († 1823)
- 1766 - John Leslie, matematico e fisico scozzese († 1832)
- 1766 - Louis Milon, ballerino e coreografo francese († 1849)
- 1766 - Domenico Sacchinelli, abate italiano († 1844)
- 1767 - Franz Joseph von Dietrichstein, generale austriaco († 1854)
- 1768 - Jean-Baptiste Debret, pittore francese († 1848)
- 1768 - Daniel Murray, arcivescovo cattolico irlandese († 1852)
- 1772 - David Ricardo, economista britannico († 1823)
- 1774 - Antonio Basoli, pittore e incisore italiano († 1843)
- 1777 - Ludwig Berger, compositore, pianista e insegnante tedesco († 1839)
- 1778 - Mary Hamilton-Nisbet, nobildonna scozzese († 1855)
- 1778 - Christian Friedrich Nasse, psichiatra e medico tedesco († 1851)
- 1780 - Luigi Basiletti, pittore, architetto e storico italiano († 1859)
- 1780 - Charles de Steuben, pittore francese († 1856)
- 1782 - Georg August Goldfuss, paleontologo e zoologo tedesco († 1848)
- 1788 - Michele Bisi, incisore e pittore italiano († 1874)
- 1788 - Charlotte Murchison, geologa britannica († 1869)
- 1799 - John Young Mason, politico e diplomatico statunitense († 1859)

## XIX secolo(169)
- 1801 - Telemaco Buonaiuti, architetto italiano († 1881)
- 1802 - Francesco Saverio Briganti, medico e naturalista italiano († 1865)
- 1802 - George Howard, VII conte di Carlisle, nobile, politico e poeta britannico († 1864)
- 1805 - Giuseppe De Notaris, botanico italiano († 1877)
- 1805 - Giovanni Rajberti, poeta e chirurgo italiano († 1861)
- 1808 - Teréz Karacs, scrittrice, educatrice e attivista ungherese († 1892)
- 1809 - Marie-Anne Sureau Blondin, religiosa canadese († 1890)
- 1811 - Friedrich Dahn, attore teatrale tedesco († 1889)
- 1811 - Octave Penguilly L'Haridon, pittore francese († 1872)
- 1811 - Cristoforo Moia, politico italiano († 1858)
- 1811 - Hugo Reid, statunitense († 1852)
- 1812 - Charles Romain Latellier-Valezé, generale francese
- 1812 - Carl Ferdinand von Arlt, oculista austriaco († 1887)
- 1813 - Franz Ittenbach, pittore tedesco († 1879)
- 1813 - Ercole Lanza di Trabia, politico italiano († 1885)
- 1815 - Francesco Balbi Senarega, politico italiano († 1881)
- 1817 - George Henry Lewes, scrittore e critico letterario britannico († 1878)
- 1818 - Enrico Martini, patriota e politico italiano († 1869)
- 1819 - Franz von Suppé, compositore e direttore d'orchestra austriaco († 1895)
- 1819 - Carlos Manuel de Céspedes, rivoluzionario cubano († 1874)
- 1821 - Giuseppe De Leva, storico italiano († 1895)
- 1822 - Edward Oxford, criminale britannico († 1900)
- 1824 - Valdemaro di Lippe, nobile tedesco († 1895)
- 1826 - Andrea Gastaldi, pittore italiano († 1889)
- 1827 - Jakub Gieysztor, politico lituano († 1897)
- 1827 - Pietro Solazzi, patriota italiano († 1900)
- 1827 - Antonio Ximenes, scultore e disegnatore italiano († 1896)
- 1828 - Nicola Amore, avvocato e politico italiano († 1894)
- 1828 - Octave Gréard, pedagogo francese († 1904)
- 1829 - Giovanni Pietro Natoli, vescovo cattolico italiano († 1898)
- 1831 - Eduard von Martens, zoologo tedesco († 1904)
- 1837 - Carlo Emanuele Quezel, artigiano e patriota italiano († 1871)
- 1838 - Paul Émile Lecoq de Boisbaudran, chimico francese († 1912)
- 1838 - Rodolfo del Liechtenstein, principe, generale e politico austriaco († 1908)
- 1839 - Auguste Sicard, attivista francese
- 1842 - Antero de Quental, poeta, filosofo e scrittore portoghese († 1891)
- 1843 - Cesare Biseo, pittore, illustratore e incisore italiano († 1909)
- 1843 - Adrien Moreau, pittore e illustratore francese († 1906)
- 1843 - Salvatore Pagliaro Bordone, storico e saggista italiano († 1925)
- 1845 - Giovanni Battista Flapp, vescovo cattolico italiano († 1912)
- 1845 - Erasmo Piaggio, imprenditore, armatore e banchiere italiano († 1932)
- 1846 - Eraldo Baretti, commediografo italiano († 1895)
- 1846 - Jean-Pierre Morat, fisiologo francese († 1920)
- 1847 - Carlos Espinosa de los Monteros y Sagaseta de Ilurdoz, militare e diplomatico spagnolo († 1928)
- 1847 - Hermann Osthoff, linguista tedesco († 1909)
- 1849 - Adolf Slaby, fisico tedesco († 1913)
- 1852 - George Clausen, pittore inglese († 1944)
- 1852 - Friedrich von Thiersch, architetto e pittore tedesco († 1921)
- 1853 - Giuseppe Croce, artigiano, politico e giornalista italiano († 1915)
- 1853 - Vladimir Nikolaevič Kokovcov, politico russo († 1943)
- 1855 - Abraham Bredius, storico dell'arte e collezionista d'arte olandese († 1946)
- 1855 - Josef Gruber, compositore e organista austriaco († 1933)
- 1855 - Parfait-Louis Monteil, militare e esploratore francese († 1925)
- 1857 - Gaetano Arangio-Ruiz, giurista italiano († 1936)
- 1857 - Clarence Darrow, avvocato statunitense († 1938)
- 1857 - Terézia Vansová, scrittrice, etnografa e traduttrice slovacca († 1942)
- 1857 - Johannes Zehngraf, miniatore danese († 1908)
- 1858 - Corrado Ricci, archeologo e storico dell'arte italiano († 1934)
- 1858 - Alexander Shirvanzade, giornalista e drammaturgo armeno († 1935)
- 1859 - Viktor Apfelbeck, ingegnere austriaco († 1934)
- 1859 - Teresina De Pierro, poetessa italiana († 1943)
- 1860 - Fernand Labori, giurista francese († 1917)
- 1860 - Uljana Kravčenko, poetessa, scrittrice e attivista ucraina († 1947)
- 1861 - Edoardo di Anhalt, duca († 1918)
- 1863 - Leopold Berchtold, politico austriaco († 1942)
- 1863 - Hugh Longbourne Callendar, fisico britannico († 1930)
- 1863 - Linton Hope, architetto e velista britannico († 1920)
- 1864 - Richard Harding Davis, giornalista e scrittore statunitense († 1916)
- 1865 - Otto Josef von Berndt, generale austro-ungarico († 1957)
- 1866 - Jean Marie Joseph Degoutte, generale francese († 1938)
- 1867 - Sofia Cacherano di Bricherasio, pittrice e filantropa italiana († 1950)
- 1867 - James Cullen, gesuita, matematico e insegnante irlandese († 1933)
- 1867 - Scipione Scipioni, militare italiano († 1940)
- 1870 - Alexandre Arquillière, attore francese († 1953)
- 1871 - Laurent Riboulet, tennista francese († 1960)
- 1871 - Giovanni Tomatis, direttore della fotografia italiano († 1959)
- 1872 - Bernard Ogilvie Dodge, botanico statunitense († 1960)
- 1872 - Baldassarre Mazzucchelli, militare italiano († 1918)
- 1873 - Robert Ful'da, allenatore di calcio russo († 1944)
- 1873 - Elemír Halász-Hradil, pittore slovacco († 1948)
- 1873 - Ernst Reckeweg, ginnasta e multiplista statunitense († 1944)
- 1874 - Ivana Brlić-Mažuranić, scrittrice croata († 1938)
- 1874 - Giovanni Broglio, architetto italiano († 1956)
- 1874 - Giuseppe Sirianni, ammiraglio e politico italiano († 1955)
- 1874 - Eugene Spiro, pittore tedesco († 1972)
- 1875 - Abd-ru-shin, scrittore tedesco († 1941)
- 1875 - Ugo Amaldi, matematico italiano († 1957)
- 1875 - Ottavio Munerati, agronomo italiano († 1949)
- 1875 - Giuseppe Viner, disegnatore, pittore e fotografo italiano († 1925)
- 1876 - Frank Leigh, attore inglese († 1948)
- 1876 - Giovanni Battista Scapin, ammiraglio italiano († 1935)
- 1877 - Nadežda Gernet, matematica russa († 1943)
- 1877 - Ottone Schanzer, letterato e librettista austriaco († 1956)
- 1877 - Vicente Sotto, politico, giornalista e scrittore filippino († 1950)
- 1879 - Lev Jakovlevič Karpov, rivoluzionario e chimico russo († 1921)
- 1879 - Rudolf Krupitzer, ginnasta e multiplista statunitense († 1972)
- 1879 - Girolamo Moretti, francescano italiano († 1963)
- 1880 - Antonio Stefano Benni, dirigente d'azienda e politico italiano († 1945)
- 1880 - Sam Crawford, giocatore di baseball statunitense († 1968)
- 1880 - Cesare Ferro Milone, pittore italiano († 1934)
- 1881 - Luigi Brignoli, pittore italiano († 1952)
- 1881 - Raffaele De Vico, architetto italiano († 1969)
- 1881 - Pio Donati, politico e avvocato italiano († 1927)
- 1881 - Frederick Hamlin, pistard britannico († 1951)
- 1881 - Isidoro di San Giuseppe, religioso belga († 1916)
- 1881 - Noble Johnson, attore statunitense († 1978)
- 1881 - Vito Massarotti, medico e psichiatra italiano († 1959)
- 1881 - Max Weber, pittore e poeta statunitense († 1961)
- 1882 - Günther Dehn, teologo tedesco († 1970)
- 1882 - Philip Kerr, XI marchese di Lothian, diplomatico scozzese († 1940)
- 1882 - Julius Edgar Lilienfeld, fisico austro-ungarico († 1963)
- 1882 - Monteiro Lobato, scrittore, editore e traduttore brasiliano († 1948)
- 1882 - Oscar Schöller, calciatore italiano († 1968)
- 1882 - Leopold Stokowski, direttore d'orchestra e critico musicale britannico († 1977)
- 1882 - Julius Wolff, matematico olandese († 1945)
- 1883 - Carl Petersén, ufficiale svedese († 1963)
- 1884 - Michel Fingesten, pittore e incisore ceco († 1943)
- 1884 - Gordon Hoare, calciatore inglese († 1973)
- 1884 - Teresa Łubieńska, partigiana polacca († 1957)
- 1885 - Maria Di Gregorio, religiosa italiana († 1976)
- 1885 - Attilio Gallo Cristiani, storico, pubblicista e scrittore italiano († 1950)
- 1885 - Josef Mastalka, calciatore austriaco († 1953)
- 1885 - Hermann Müller, marciatore, maratoneta e mezzofondista tedesco († 1947)
- 1885 - Hans Rose, ufficiale tedesco († 1969)
- 1887 - Giuseppe Galbai, ciclista su strada, pilota motociclistico e imprenditore italiano († 1973)
- 1887 - Naruhisa, principe Kitashirakawa, principe e militare giapponese († 1923)
- 1888 - Francesco Cazzamini-Mussi, poeta, scrittore e critico letterario italiano († 1952)
- 1888 - Frida Leider, cantante lirica tedesca († 1975)
- 1888 - Marguerite Marsh, attrice statunitense († 1925)
- 1889 - Zdeněk Chalabala, direttore d'orchestra ceco († 1962)
- 1889 - Fred Malatesta, attore statunitense († 1952)
- 1889 - Luigi Spazzapan, pittore italiano († 1958)
- 1890 - Vittorio Flecchia, politico, sindacalista e partigiano italiano († 1960)
- 1890 - Carlo Freguglia, militare italiano († 1917)
- 1890 - Erwin Gehrts, giornalista e militare tedesco († 1943)
- 1890 - Alexander Granach, attore tedesco († 1945)
- 1890 - Robert Lindsay, velocista britannico († 1958)
- 1890 - Marija Pavlovna Romanova, nobile russa († 1958)
- 1890 - James Rennie, attore canadese († 1965)
- 1890 - Hannes Sirola, ginnasta finlandese († 1985)
- 1891 - Jack Dragna, mafioso italiano († 1956)
- 1892 - Bolesław Bierut, sindacalista e politico polacco († 1956)
- 1892 - Giovanni Battista De Gasperi, geografo, geologo e speleologo italiano († 1916)
- 1892 - Eugene Houdry, ingegnere meccanico e inventore francese († 1962)
- 1892 - Seth Lundell, micologo svedese († 1966)
- 1893 - Antonio Conforti, politico e avvocato italiano
- 1893 - Augusto De Gasperi, dirigente d'azienda, banchiere e politico italiano († 1966)
- 1893 - Oreste Emanuelli, pittore italiano († 1977)
- 1893 - Violette Morris, pesista, giavellottista e calciatrice francese († 1944)
- 1893 - Diego Pozzetto, attore italiano († 1988)
- 1893 - Jo Swerling, drammaturgo, paroliere e sceneggiatore statunitense († 1964)
- 1894 - Leonarda Cianciulli, serial killer italiana († 1970)
- 1894 - Gerardo De Angelis, militare, sceneggiatore e partigiano italiano († 1944)
- 1894 - Mikio Hayakawa, ammiraglio giapponese († 1944)
- 1896 - Luigi Bruno, imprenditore italiano († 1971)
- 1896 - Edith Evanson, attrice statunitense († 1980)
- 1897 - Ralph Dawson, montatore, regista e sceneggiatore statunitense († 1962)
- 1897 - Ardito Desio, esploratore e geologo italiano († 2001)
- 1897 - Per-Erik Hedlund, fondista svedese († 1975)
- 1897 - Şövkət Məmmədova, soprano e insegnante azera († 1981)
- 1897 - Felice Trojani, ufficiale, ingegnere e esploratore italiano († 1971)
- 1898 - Alfio Fallica, architetto e scultore italiano († 1971)
- 1898 - Eduardo Gonzalez Gallarza, militare e aviatore spagnolo († 1986)
- 1898 - Piero Redaelli, anatomista e patologo italiano († 1955)
- 1898 - Josef Weber, calciatore tedesco († 1970)
- 1899 - Harry Steel, lottatore statunitense († 1971)
- 1900 - Anselmo Contu, politico e giurista italiano († 1975)
- 1900 - Giovanni Garaventa, mezzofondista italiano († 1986)
- 1900 - Wend von Wietersheim, generale tedesco († 1975)

## XX secolo(983)
- 1901 - Aleksandr Alekseev, regista russo († 1982)
- 1901 - John Bonventre, mafioso italiano
- 1901 - Angelo Costa, imprenditore italiano († 1976)
- 1901 - Mario Giuliano, militare e aviatore italiano († 1942)
- 1901 - Al Lewis, paroliere e musicista statunitense († 1967)
- 1901 - László Németh, scrittore ungherese († 1975)
- 1901 - Luigi Ruggeri, politico italiano († 1974)
- 1901 - Luigi Tabacco, calciatore italiano († 1933)
- 1902 - Vincenzo Cavalla, arcivescovo cattolico e biblista italiano († 1954)
- 1902 - Ermanno Contini, giornalista, critico cinematografico e sceneggiatore italiano († 1959)
- 1902 - Vittorio Gliubich, canottiere italiano († 1984)
- 1902 - Harry Owens, compositore statunitense († 1986)
- 1902 - Giuseppe Pella, politico e economista italiano († 1981)
- 1902 - Charles des Jamonières, tiratore a segno francese († 1970)
- 1903 - Leonid Kinskey, attore russo († 1998)
- 1903 - Pia Lombardi, politica italiana († 1991)
- 1903 - Lilly Scholz, pattinatrice artistica su ghiaccio austriaca († 1994)
- 1904 - Ludwig Geyer, ciclista su strada tedesco († 1992)
- 1904 - Raffaele Mastellari, arbitro di calcio italiano († 1981)
- 1904 - Giuseppe Terragni, architetto italiano († 1943)
- 1904 - Ivan Ševcov, politico ucraino († 1941)
- 1905 - Alessandro Catalani, ciclista su strada italiano († 1986)
- 1905 - Italo Cremona, pittore, scenografo e costumista italiano († 1979)
- 1905 - George Herbert Hitchings, medico statunitense († 1998)
- 1905 - Hermann Krumey, poliziotto tedesco († 1981)
- 1905 - Margherita di Grecia, principessa greca († 1981)
- 1905 - Pino Mocchetti, allenatore di calcio, dirigente sportivo e imprenditore italiano († 1994)
- 1905 - Nobuo Nakagawa, regista e sceneggiatore giapponese († 1984)
- 1905 - Pierre Wigny, politico belga († 1986)
- 1906 - Giacinto Artale, politico italiano († 1970)
- 1906 - Ena Gregory, attrice australiana († 1993)
- 1906 - Labib Habachi, egittologo e archeologo egiziano († 1984)
- 1906 - Elizabeth Haffenden, costumista britannica († 1976)
- 1906 - Kōnstantinos Loules, politico greco († 1988)
- 1906 - Dorothy Revier, attrice statunitense († 1993)
- 1907 - Lars Ahlfors, matematico finlandese († 1996)
- 1907 - Ettore Baruzzi, calciatore e allenatore di calcio italiano
- 1907 - Mbarek Bekkay, politico marocchino († 1961)
- 1907 - Annio Bignardi, politico e dirigente sportivo italiano († 1985)
- 1907 - René Karlen, cestista svizzero
- 1907 - Robert Laycock, generale britannico († 1968)
- 1907 - Walter Leinweber, hockeista su ghiaccio tedesco († 1997)
- 1907 - Giovanni Musotto, politico e giurista italiano († 1992)
- 1907 - Karl Pedersen, calciatore norvegese († 1977)
- 1907 - Raúl Roa García, politico cubano († 1982)
- 1907 - Miklós Rózsa, compositore ungherese († 1995)
- 1908 - Luigi Bogliolo, medico italiano († 1981)
- 1908 - Anne-Marie Esnoul, indologa francese († 1996)
- 1908 - Stanley Glover, velocista canadese († 1964)
- 1908 - Irra Petina, contralto russo († 2000)
- 1908 - Giovanni Roletto, calciatore italiano († 1998)
- 1909 - Carlo Bossini, calciatore italiano († 1977)
- 1909 - Joyce Cooper, nuotatrice britannica († 2002)
- 1909 - Norbert Davis, scrittore statunitense († 1949)
- 1909 - Nino Pasti, generale e politico italiano († 1992)
- 1909 - Luigi Santomauro, meteorologo e giornalista italiano († 1983)
- 1909 - Edoardo Storti, ematologo italiano († 2006)
- 1909 - Enrico Viti, fantino italiano († 1984)
- 1909 - Constantin Zureyq, politologo siriano († 2000)
- 1910 - Sylvia Fisher, soprano australiano († 1996)
- 1910 - Rudolf Lange, poliziotto tedesco († 1945)
- 1910 - Luigi Lodi, militare e aviatore italiano († 1937)
- 1910 - Ugo Valperga, imprenditore e dirigente sportivo italiano († 1970)
- 1911 - Ilario Bandini, pilota automobilistico e imprenditore italiano († 1992)
- 1911 - Maurice Goldhaber, fisico austriaco († 2011)
- 1911 - Alfred Hayes, sceneggiatore, scrittore e poeta britannico († 1985)
- 1911 - Anton Krenn, calciatore austriaco († 1993)
- 1911 - William F. Milliken Jr., ingegnere e pilota automobilistico statunitense († 2012)
- 1912 - Wendy Barrie, attrice britannica († 1978)
- 1912 - Grandizo Munis, politico e scrittore spagnolo († 1989)
- 1912 - Shōichi Nishimura, allenatore di calcio e calciatore giapponese († 1998)
- 1913 - Lenore Aubert, attrice statunitense († 1993)
- 1913 - Raimondo Novich Rabionet, religioso spagnolo († 1936)
- 1913 - Robert Oubron, ciclista su strada e ciclocrossista francese († 1989)
- 1913 - Eduard Schweizer, teologo svizzero († 2006)
- 1914 - Paolo Arnaboldi, presbitero e teologo italiano († 1998)
- 1914 - Umberto Ferrari, calciatore italiano
- 1914 - Anna Lorenzetto, pedagogista italiana († 2001)
- 1914 - Ennio Santucci, dirigente d'azienda italiano († 1988)
- 1915 - Antonio Bolettieri, politico, scrittore e avvocato italiano († 2003)
- 1915 - Renato Catuzzi, calciatore italiano
- 1915 - Vittoria Ceriana Mayneri, cestista italiana († 1997)
- 1915 - Gigi Guadagnucci, scultore italiano († 2013)
- 1915 - Edmond Leburton, politico belga († 1997)
- 1915 - Emanuele Lisi, politico italiano († 1996)
- 1915 - Georg Renatus Solta, filologo, linguista e docente austriaco († 2005)
- 1915 - Georg Vinogradov, cestista estone († 2011)
- 1916 - Vincenzo Biava, tiratore a segno italiano († 2004)
- 1916 - Carl Burgos, fumettista statunitense († 1984)
- 1916 - Lennart Klingström, canoista svedese († 1994)
- 1916 - Lalita Pawar, attrice indiana († 1998)
- 1916 - Doug Peden, cestista canadese († 2005)
- 1916 - José Joaquín Trejos Fernández, politico costaricano († 2010)
- 1917 - Luciano Alghisi, calciatore italiano († 2004)
- 1917 - Federica di Hannover, duchessa e principessa tedesca († 1981)
- 1917 - Carlo Kaffenigg, allenatore di calcio e calciatore italiano († 1992)
- 1917 - Giorgio Scalia, militare e nuotatore italiano († 1941)
- 1917 - Georgij Michajlovič Vicin, attore sovietico († 2001)
- 1918 - Gabriel Axel, regista danese († 2014)
- 1918 - André Bazin, critico cinematografico francese († 1958)
- 1918 - Saad Dahlab, politico e rivoluzionario algerino († 2000)
- 1918 - Joaquín Jiménez Postigo, calciatore spagnolo († 2005)
- 1918 - Tony Mottola, musicista statunitense († 2004)
- 1918 - Walter Sacchetti, politico, partigiano e sindacalista italiano († 2007)
- 1918 - Róbert Zimonyi, canottiere ungherese († 2004)
- 1919 - Stanisław Gucwa, politico e economista polacco († 1994)
- 1919 - Virginia O'Brien, attrice e cantante statunitense († 2001)
- 1919 - John Taras, danzatore e coreografo statunitense († 2004)
- 1920 - Marc Bossy, cestista e allenatore di pallacanestro svizzero († 1987)
- 1920 - Enzo Coppini, ciclista su strada italiano († 2011)
- 1920 - Mario Gozzini, scrittore, politico e giornalista italiano († 1999)
- 1920 - Sadamu Komachi, aviatore e militare giapponese († 2012)
- 1920 - Richard Neely, scrittore statunitense († 1999)
- 1920 - Erik Pausin, pattinatore artistico su ghiaccio austriaco († 1997)
- 1920 - Angelo Piccioli, allenatore di calcio e calciatore italiano († 1991)
- 1921 - Franco Fornari, psicoanalista e medico italiano († 1985)
- 1921 - Ettore Guatelli, scrittore italiano († 2000)
- 1921 - Don Otten, cestista statunitense († 1985)
- 1921 - Jean Richard, attore francese († 2001)
- 1921 - Miguel Roca Cabanellas, arcivescovo cattolico spagnolo († 1992)
- 1922 - Ennio Balbo, attore e doppiatore italiano († 1989)
- 1922 - Barbara Hale, attrice statunitense († 2017)
- 1922 - Nigel Kneale, scrittore, sceneggiatore e attore mannese († 2006)
- 1922 - George Mearns, cestista statunitense († 1997)
- 1922 - Angelina Milazzo, militare italiana († 1945)
- 1922 - Gianni Partanna, attore italiano († 2014)
- 1922 - Tullio Pietrocola, partigiano e chimico italiano († 1976)
- 1923 - Vincenzo Giacotto, dirigente sportivo italiano († 1970)
- 1923 - Frederick Herzberg, psicologo statunitense († 2000)
- 1923 - Ivan Ljavinec, vescovo cattolico ceco († 2012)
- 1923 - Il'ja Saulovič Ol'švanger, regista sovietico († 1979)
- 1923 - Sergio Saviane, scrittore e giornalista italiano († 2001)
- 1923 - Romolo Siena, regista e giornalista italiano († 2004)
- 1924 - Clarence "Gatemouth" Brown, musicista statunitense († 2005)
- 1924 - Ghislain Cloquet, direttore della fotografia belga († 1981)
- 1924 - Henry Hyde, politico statunitense († 2007)
- 1924 - Aldo Novelli, conduttore televisivo e conduttore radiofonico italiano († 2010)
- 1924 - Vincenzo Russo, politico italiano († 2005)
- 1924 - Arminio Savioli, giornalista e partigiano italiano († 2012)
- 1924 - Étienne Taillemite, storico e archivista francese († 2011)
- 1925 - Bob Hastings, attore e doppiatore statunitense († 2014)
- 1925 - Bob Kaufman, poeta statunitense († 1986)
- 1925 - Marisa Musu, partigiana e giornalista italiana († 2002)
- 1926 - Franco Ghiglia, partigiano italiano († 1945)
- 1926 - Günter Meisner, attore tedesco († 1994)
- 1927 - Fiorella Betti, attrice e doppiatrice italiana († 2001)
- 1927 - Stephen B. Grimes, scenografo statunitense († 1988)
- 1927 - Samuel P. Huntington, politologo statunitense († 2008)
- 1927 - Oreste Lionello, attore, cabarettista e doppiatore italiano († 2009)
- 1927 - Tadeusz Mazowiecki, giornalista e politico polacco († 2013)
- 1927 - Charles Pasqua, politico francese († 2015)
- 1927 - Bob Shamansky, politico statunitense († 2011)
- 1928 - Howard Saul Becker, sociologo statunitense († 2023)
- 1928 - Karl Becker, cardinale e teologo tedesco († 2015)
- 1928 - William Bramley, attore statunitense († 1985)
- 1928 - Geneviève Cluny, attrice francese
- 1928 - Ken Colyer, trombettista britannico († 1988)
- 1928 - John Exner, psicologo statunitense († 2006)
- 1928 - Raffaello Gambino, pallanuotista italiano († 1989)
- 1928 - Giovanni Gavioli, politico italiano († 2005)
- 1928 - Silvan Gastone Ghigi, pittore e scultore italiano († 1973)
- 1928 - Alcide Paolini, scrittore, poeta e critico letterario italiano († 2016)
- 1928 - Otto Piene, artista tedesco († 2014)
- 1928 - Mikio Satō, matematico giapponese († 2023)
- 1929 - Giancarlo Buzzi, scrittore, traduttore e dirigente d'azienda italiano († 2015)
- 1929 - Renato Finelli, politico italiano († 2006)
- 1929 - Peter Jeffrey, attore britannico († 1999)
- 1929 - Mario Francesco Pompedda, cardinale e arcivescovo cattolico italiano († 2006)
- 1929 - Mauro Simeoli, calciatore italiano († 2019)
- 1929 - Guglielmo Spoletini, attore italiano († 2005)
- 1929 - Marie Tomášová, attrice ceca († 2025)
- 1930 - Jean Guillou, organista, pianista e compositore francese († 2019)
- 1930 - Angus Lennie, attore britannico († 2014)
- 1930 - Jackie Loughery, modella e attrice statunitense († 2024)
- 1930 - Fons Martin, pallanuotista belga
- 1930 - Clive Revill, attore neozelandese († 2025)
- 1930 - Gustavo Zanin, organaro italiano († 2021)
- 1931 - Natale Carlotto, politico e sindacalista italiano
- 1931 - Christian Klixbüll Jørgensen, chimico danese († 2001)
- 1931 - Klas Lestander, biatleta svedese († 2023)
- 1931 - Dan Olweus, psicologo e docente svedese († 2020)
- 1932 - Öllegård Wellton, attrice svedese († 1991)
- 1932 - Francesco Zagatti, calciatore e allenatore di calcio italiano († 2009)
- 1933 - Enrico Crispolti, storico dell'arte e critico d'arte italiano († 2018)
- 1933 - Alberto Croce, pittore e scultore italiano († 2014)
- 1933 - Harald Dietl, attore, doppiatore e giornalista tedesco († 2022)
- 1933 - Soane Lilo Foliaki, vescovo cattolico tongano († 2013)
- 1933 - Joseph Abou Mrad, calciatore e allenatore di calcio libanese († 2003)
- 1933 - Rafael Eleuterio Rey, vescovo cattolico argentino († 2024)
- 1933 - Arianna Szörényi, superstite dell'Olocausto e scrittrice italiana
- 1933 - Antonio Testa, politico italiano († 2013)
- 1934 - Carlos Bea, ex cestista e giudice cubano
- 1934 - Édith Bonlieu, sciatrice alpina francese († 1995)
- 1934 - Raffaele Crovi, scrittore, giornalista e poeta italiano († 2007)
- 1934 - James Drury, attore statunitense († 2020)
- 1934 - Stefano Francescon, calciatore italiano († 2003)
- 1934 - Pierluigi de Mas, disegnatore, regista e animatore italiano († 2005)
- 1934 - George Shirley, tenore statunitense
- 1934 - Josef van Ess, islamista tedesco († 2021)
- 1935 - Enrico Alderotti, giornalista e scrittore italiano († 2008)
- 1935 - Franco Frabboni, pedagogista e saggista italiano († 2024)
- 1935 - Shoji Hashimoto, giocatore di go giapponese († 2009)
- 1935 - Walter Marichal, calciatore uruguaiano († 2017)
- 1935 - José Pérides, ex calciatore portoghese
- 1935 - Paul A. Rothchild, produttore discografico statunitense († 1995)
- 1936 - Mario Campi, architetto svizzero († 2011)
- 1936 - Richard A. Colla, regista statunitense († 2021)
- 1936 - Tarcisio Gitti, politico e avvocato italiano († 2018)
- 1936 - Tommy Ivo, attore e pilota automobilistico statunitense
- 1936 - Moshe Levi, generale israeliano († 2008)
- 1936 - Don Ohl, cestista statunitense († 2024)
- 1936 - Jan Sokol, politico, filosofo e attivista ceco († 2021)
- 1937 - Keiko Abe, percussionista e compositrice giapponese
- 1937 - Veniamin Aleksandrov, hockeista su ghiaccio sovietico († 1991)
- 1937 - Bruno Ballarini, calciatore italiano († 2015)
- 1937 - Joaquim Carvalho, calciatore portoghese († 2022)
- 1937 - Marcia Haydée, ex ballerina e direttrice artistica brasiliana
- 1937 - Robert Hooks, attore statunitense
- 1937 - Galliano Juso, produttore cinematografico e sceneggiatore italiano († 2024)
- 1937 - Harro Ran, pallanuotista olandese († 1990)
- 1937 - Ed Parish Sanders, teologo statunitense († 2022)
- 1937 - Franca Vendrame, ex cestista italiana
- 1937 - Tat'jana Ščelkanova, lunghista, velocista e multiplista sovietica († 2011)
- 1938 - Guido Alberini, politico italiano († 2008)
- 1938 - Roberto Anzolin, calciatore e allenatore di calcio italiano († 2017)
- 1938 - Giorgio De Capitani, presbitero italiano
- 1938 - Lucio Dell'Angelo, calciatore italiano († 2013)
- 1938 - Leone Di Lernia, cantautore e conduttore radiofonico italiano († 2017)
- 1938 - Marc Mazza, attore francese
- 1938 - David Peat, fisico britannico († 2017)
- 1938 - Richie Petitbon, ex giocatore di football americano e allenatore di football americano statunitense
- 1938 - Nino Tricarico, pittore e scultore italiano
- 1939 - Walter Außendorfer, slittinista italiano († 2019)
- 1939 - Agustín Bertomeu, ex cestista spagnolo
- 1939 - Alba Gonzales, scultrice italiana († 2024)
- 1939 - Ken Rohloff, ex cestista statunitense
- 1939 - Vincenzo Rosito, calciatore italiano († 2020)
- 1939 - Ángel Rubio Castro, vescovo cattolico spagnolo
- 1940 - Adriana Ambesi, attrice italiana († 2023)
- 1940 - Paolo Bon, etnomusicologo e direttore di coro italiano († 2016)
- 1940 - Carin Cone, ex nuotatrice statunitense
- 1940 - Lindley DeVecchio, agente segreto statunitense
- 1940 - Alberto Fumagalli, calciatore italiano († 2014)
- 1940 - Joseph Goldstein, biochimico e genetista statunitense
- 1940 - Mike Harrison, calciatore inglese († 2019)
- 1940 - Jean-Marc Lévy-Leblond, fisico e saggista francese
- 1940 - Jaak Lipso, cestista sovietico († 2023)
- 1940 - Johnny Morrissey, ex calciatore inglese
- 1940 - Rosario Olivo, politico italiano
- 1940 - Ken Shellito, calciatore e allenatore di calcio britannico († 2018)
- 1940 - Vladimir Viktorovič Vasil'ev, ballerino e coreografo russo
- 1941 - Enrico Decleva, storico italiano († 2020)
- 1941 - Michael D. Higgins, politico e poeta irlandese
- 1941 - Friedrich Junge, egittologo tedesco
- 1941 - Maria Caterina Ruta, ispanista italiana
- 1941 - Masahiko Yoshida, cestista e allenatore di pallacanestro giapponese († 2023)
- 1942 - Robert Christgau, giornalista e critico musicale statunitense
- 1942 - James E. Grunig, docente statunitense
- 1942 - Frank Kales, cestista e dirigente sportivo olandese († 2023)
- 1942 - Jochen Rindt, pilota automobilistico austriaco († 1970)
- 1942 - Seymour Stein, produttore discografico statunitense († 2023)
- 1942 - Wilma Vernocchi, soprano italiano
- 1942 - Cristina di Lagopesole, poetessa e scrittrice italiana
- 1943 - Vanna Brosio, cantante, conduttrice televisiva e attrice italiana († 2010)
- 1943 - Angelo Fagiani, arcivescovo cattolico italiano († 2020)
- 1943 - Luigi Grillo, politico italiano
- 1943 - Tadao Ōnishi, calciatore giapponese († 2006)
- 1944 - Francesco Cellini, architetto italiano
- 1944 - Frances D'Souza, baronessa D'Souza, antropologa e politica britannica
- 1944 - Lorenza Guerrieri, attrice italiana
- 1944 - Robert Hanssen, agente segreto statunitense († 2023)
- 1944 - Albin Planinc, scacchista sloveno († 2008)
- 1944 - Claudio Sabelli Fioretti, giornalista, scrittore e conduttore radiofonico italiano
- 1944 - Arthur Joseph Serratelli, vescovo cattolico statunitense
- 1945 - Richard Bausch, scrittore statunitense
- 1945 - Victorino Cunha, allenatore di pallacanestro portoghese
- 1945 - Jimmy Dawson, ex cestista statunitense
- 1945 - Malin Ek, attrice svedese
- 1945 - Mats Ek, ballerino e coreografo svedese
- 1945 - Miguel Escobar, calciatore colombiano († 2023)
- 1945 - George Jones, ex calciatore inglese
- 1945 - Eraldo Mancin, allenatore di calcio e calciatore italiano († 2016)
- 1945 - Guillermo Páez, ex calciatore cileno
- 1945 - Domenico Papalia, mafioso italiano
- 1946 - Jean-François Balmer, attore francese
- 1946 - Said Sifaw, poeta, linguista e attivista berbero († 1994)
- 1946 - Renzo Eusebi, pittore e scultore italiano
- 1946 - Franco Garofalo, attore italiano († 2019)
- 1946 - Oldřich Machač, hockeista su ghiaccio ceco († 2011)
- 1946 - Carlo Marullo di Condojanni, diplomatico italiano
- 1946 - Mario Mattioli, giornalista, conduttore televisivo e dirigente sportivo italiano
- 1946 - Hayley Mills, attrice britannica
- 1946 - Nuchim Raškovskij, scacchista russo († 2023)
- 1946 - Giorgio Scarso, maestro di scherma e dirigente sportivo italiano
- 1946 - Tito Schipa Jr., cantautore, compositore e regista italiano
- 1946 - Stewart Scullion, ex calciatore scozzese
- 1946 - Tommy Shannon, bassista statunitense
- 1946 - Skip Spence, polistrumentista e cantautore canadese († 1999)
- 1947 - Kathy Acker, scrittrice, poetessa e musicista statunitense († 1997)
- 1947 - Remo Andreoli, politico italiano
- 1947 - Moses Blah, politico liberiano († 2013)
- 1947 - Polly Brown, cantante britannica
- 1947 - Giuliano Cellini, politico italiano
- 1947 - Ante Ivković, ex calciatore jugoslavo
- 1947 - Lori Martin, attrice statunitense († 2010)
- 1947 - Herbert Mullin, serial killer statunitense († 2022)
- 1947 - Jerzy Stuhr, attore e regista polacco († 2024)
- 1947 - Manuel Sánchez Monge, vescovo cattolico spagnolo
- 1947 - James Woods, attore statunitense
- 1948 - Halina Balon, ex schermitrice polacca
- 1948 - Luisella Berrino, conduttrice radiofonica e conduttrice televisiva italiana
- 1948 - Sid Catlett, cestista statunitense († 2017)
- 1948 - Pasquale Costanzo, giurista italiano († 2025)
- 1948 - Kevin Finnegan, pugile britannico († 2008)
- 1948 - Jesper Juul, psicoterapeuta danese († 2019)
- 1948 - Catherine Malfitano, soprano statunitense
- 1948 - Jana Robbins, attrice, sceneggiatrice e produttrice teatrale statunitense
- 1948 - Rudolf Tajcnár, hockeista su ghiaccio slovacco († 2005)
- 1948 - Bianca Tosatti, critica d'arte italiana
- 1948 - Gaetano Tosto, ex sollevatore italiano
- 1949 - Geoff Bodine, ex pilota automobilistico statunitense
- 1949 - Anna Maria Bucciarelli, politica italiana
- 1949 - Antônio Fagundes, attore e doppiatore brasiliano
- 1949 - Charles Fefferman, matematico statunitense
- 1949 - Bengt Holmström, economista finlandese
- 1949 - Josef Kajnek, vescovo cattolico ceco
- 1949 - Attilio Maldera, allenatore di calcio e ex calciatore italiano
- 1949 - Andrew Powell, violinista, tastierista e produttore discografico britannico
- 1949 - Giovanni Simonini, ex calciatore italiano
- 1949 - Vjačeslav Sobčenko, ex pallanuotista sovietico
- 1949 - Egil Solberg, ex calciatore norvegese
- 1949 - Alan Warboys, ex calciatore inglese
- 1950 - Maura Camoirano, politica italiana († 2020)
- 1950 - Jim Creighton, ex cestista statunitense
- 1950 - Georgi Denev, allenatore di calcio e ex calciatore bulgaro
- 1950 - Vladimir Kaminskij, ex ciclista su strada sovietico
- 1950 - Tina Chow, modella e gioielliere statunitense († 1992)
- 1950 - Eric McWilliams, ex cestista statunitense
- 1950 - Maurizio Memo, ex calciatore e allenatore di calcio italiano
- 1950 - Roberto Napoli, politico e medico italiano
- 1950 - Kenny Ortega, produttore cinematografico, regista e coreografo statunitense
- 1950 - Artur Correia, calciatore portoghese († 2016)
- 1950 - Grigorij Lipmanovič Sokolov, pianista russo
- 1951 - Luis Llosa, regista peruviano
- 1951 - Gwen Moore, politica statunitense
- 1951 - Péter Török, calciatore ungherese († 1987)
- 1951 - Gerdi Verbeet, politica olandese
- 1952 - António José da Rocha Couto, vescovo cattolico portoghese
- 1952 - Ante Đogić, ex cestista jugoslavo
- 1953 - Giambattista Bufardeci, politico italiano
- 1953 - Dominique D'Onofrio, calciatore e allenatore di calcio belga († 2016)
- 1953 - Tyrone Everett, pugile statunitense († 1977)
- 1953 - Nunzio Favia, batterista italiano
- 1953 - Danny Gottlieb, batterista statunitense
- 1953 - Bernt Johansson, ex ciclista su strada, pistard e mountain biker svedese
- 1953 - Stefano Jurgens, paroliere, autore televisivo e personaggio televisivo italiano
- 1953 - Marina Krošina, tennista sovietica († 2000)
- 1953 - Walter Martino, batterista italiano
- 1953 - Paul Biyoghé Mba, politico gabonese
- 1953 - Rick Moranis, attore, comico e musicista canadese
- 1954 - Vladimir Kolev, ex pugile bulgaro
- 1954 - Hans Liberg, musicista e cabarettista olandese
- 1954 - Giorgio Morelli, ex rugbista a 15 italiano
- 1954 - Giancarlo Petrangeli, ex calciatore italiano
- 1954 - Jean-Claude Selini, pilota motociclistico francese
- 1954 - Claudio Vinazzani, ex calciatore, allenatore di calcio e dirigente sportivo italiano
- 1954 - Vincenzo Zeno-Zencovich, giurista e saggista italiano
- 1955 - Gheorghița Bolovan, ex cestista rumena
- 1955 - Joe Bottom, ex nuotatore statunitense
- 1955 - Mike Naumenko, cantautore e chitarrista sovietico († 1991)
- 1955 - Scott Sims, ex cestista statunitense
- 1955 - Noriko Suzuki, ex cestista giapponese
- 1956 - Daniel Alonso, ex calciatore uruguaiano
- 1956 - Michael Alram, numismatico austriaco
- 1956 - Roberto Calderoli, politico italiano
- 1956 - Giovanni Gebbia, ex cestista e allenatore di pallacanestro italiano
- 1956 - John James, attore statunitense
- 1956 - Arvydas Juozaitis, ex nuotatore sovietico
- 1956 - Bob Latta, politico e avvocato statunitense
- 1956 - Juan Vicente Morales, calciatore uruguaiano († 2020)
- 1956 - Karim Abdul Razak, allenatore di calcio e ex calciatore ghanese
- 1956 - Eric Roberts, attore statunitense
- 1956 - Charles Edward Tamba, arcivescovo cattolico sierraleonese
- 1956 - Melody Thomas Scott, attrice statunitense
- 1956 - Andrej Ėšpaj, regista sovietico
- 1957 - Daniele Albertazzi, ex cestista italiano
- 1957 - Maurizio Battistini, diplomatico e ex sciatore alpino sammarinese
- 1957 - Roberto Capelli, politico italiano
- 1957 - Marc Duez, pilota di rally e pilota automobilistico belga
- 1957 - Ferida Duraković, poetessa e giornalista bosniaca
- 1957 - Genie, statunitense
- 1957 - Stefano Recine, dirigente sportivo e ex pallavolista italiano
- 1957 - Ángel Castillo, ex calciatore venezuelano
- 1958 - Shaibu Amodu, allenatore di calcio e calciatore nigeriano († 2016)
- 1958 - Eamonn Bannon, ex calciatore britannico
- 1958 - Gabi Delgado, cantante spagnolo († 2020)
- 1958 - Abbas Diop, ex cestista ivoriano
- 1958 - Pedro Febles, calciatore e allenatore di calcio venezuelano († 2011)
- 1958 - Michail Ivanov, ex pallanuotista sovietico
- 1958 - Sergej Markov, politologo e politico russo
- 1958 - Wanda Richert, attrice e ballerina statunitense
- 1958 - Thomas Simaku, compositore albanese
- 1958 - Filomeno do Nascimento Vieira Dias, arcivescovo cattolico angolano
- 1959 - Gretha Boston, attrice e cantante statunitense
- 1959 - Susan Faludi, giornalista e scrittrice statunitense
- 1959 - Carlos Freire, ex calciatore portoghese
- 1959 - Neri Pollastri, filosofo italiano
- 1959 - Carol Sealey, ex cestista canadese
- 1959 - Debbie Combs, ex wrestler statunitense
- 1960 - John Chiedozie, ex calciatore nigeriano
- 1960 - Zvjezdan Cvetković, allenatore di calcio e calciatore croato († 2017)
- 1960 - Grandmaster Caz, rapper e disc jockey statunitense
- 1960 - Federico Guglielmi, giornalista, critico musicale e produttore discografico italiano
- 1960 - Peter Immesberger, ex sollevatore tedesco occidentale
- 1960 - Bruno Luverà, giornalista italiano
- 1960 - Massimo Oldani, conduttore radiofonico, critico musicale e giornalista italiano
- 1960 - Albert Piette, antropologo francese
- 1960 - Neo Rauch, pittore tedesco
- 1960 - Christopher Stevens, ambasciatore statunitense († 2012)
- 1960 - Mick Sweda, chitarrista e compositore statunitense
- 1960 - Benedict Taylor, attore britannico
- 1960 - Maurizio Turco, politico italiano
- 1960 - Angelo Valori, compositore, direttore d'orchestra e musicista italiano
- 1960 - Andrea Villani, scrittore e drammaturgo italiano
- 1960 - Olena Župieva, ex mezzofondista ucraina
- 1961 - Élisabeth Borne, politica francese
- 1961 - Franco Cesarini, compositore, flautista e direttore d'orchestra svizzero
- 1961 - Dirk Crois, ex canottiere belga
- 1961 - Vesna Despotović, ex cestista jugoslava
- 1961 - Jane Leeves, attrice britannica
- 1961 - The Brooklyn Brawler, ex wrestler statunitense
- 1961 - Robert Perathoner, ex sciatore alpino italiano
- 1961 - Kevin Wilson, allenatore di calcio e ex calciatore nordirlandese
- 1962 - Marin Bakalov, allenatore di calcio e ex calciatore bulgaro
- 1962 - Jan Björklund, politico svedese
- 1962 - Matteo Boniciolli, allenatore di pallacanestro italiano
- 1962 - Gaetano D'Amico, attore italiano
- 1962 - Poonam Dhillon, attrice indiana
- 1962 - Jeff Dunham, comico, scrittore e cabarettista statunitense
- 1962 - Cynthia Ettinger, attrice statunitense
- 1962 - Nick Farr-Jones, ex rugbista a 15, avvocato e dirigente sportivo australiano
- 1962 - Karen Handel, politica statunitense
- 1962 - Shirlie Holliman, cantante britannica
- 1962 - Wilber Marshall, ex giocatore di football americano statunitense
- 1962 - Bjørn Martin Olsen, calciatore norvegese († 2024)
- 1962 - William Pacheco, ex calciatore venezuelano
- 1962 - Valentino Peyrano, scrittore italiano
- 1962 - John Pule, scrittore, pittore e poeta niueano
- 1962 - Gerhard Redl, ex bobbista e ex velocista austriaco
- 1962 - Andrea Sepsei, ex cestista ungherese
- 1962 - Serse Soverini, politico italiano
- 1963 - Howie B, musicista e produttore discografico scozzese
- 1963 - Rolfe Kent, compositore britannico
- 1963 - Mike Mangini, batterista statunitense
- 1963 - Eric McCormack, attore canadese
- 1963 - Don McGill, produttore televisivo statunitense
- 1963 - Jochen Müller, ex calciatore tedesco
- 1963 - Ott Mõtsnik, ex calciatore estone
- 1963 - Małgorzata Niemiec, ex cestista polacca
- 1963 - Conan O'Brien, conduttore televisivo, autore televisivo e comico statunitense
- 1963 - Massimiliano Pani, compositore, arrangiatore e produttore discografico italiano
- 1963 - Jan Ykema, ex pattinatore di velocità su ghiaccio olandese
- 1964 - Francis Awaritefe, ex calciatore nigeriano
- 1964 - Paolo Carta, cantante, chitarrista e produttore discografico italiano
- 1964 - Benedetta Corbi, giornalista e conduttrice televisiva italiana
- 1964 - Andrés Duprat, sceneggiatore e direttore artistico argentino
- 1964 - Niall Ferguson, storico, economista e saggista britannico
- 1964 - Paul Gonzales, ex pugile statunitense
- 1964 - Robert Kelker-Kelly, attore statunitense
- 1964 - Marija Mazina, ex schermitrice russa
- 1964 - Trond Nordeide, ex calciatore norvegese
- 1964 - Rithy Panh, regista, sceneggiatore e produttore cinematografico cambogiano
- 1964 - Zazie, cantautrice francese
- 1965 - Jim Boylen, ex cestista e allenatore di pallacanestro statunitense
- 1965 - Camille Coduri, attrice britannica
- 1965 - Gianluca Righetti, allenatore di calcio e ex calciatore italiano
- 1965 - Andreas Schaad, ex combinatista nordico svizzero
- 1965 - Steven Stayner, statunitense († 1989)
- 1965 - Christopher Sullivan, ex calciatore statunitense
- 1965 - Dan Veatch, ex nuotatore statunitense
- 1966 - Matteo B. Bianchi, scrittore e autore televisivo italiano
- 1966 - Umberto De Luca, ballerino e coreografo italiano
- 1966 - Amato Ferrari, ex pilota automobilistico italiano
- 1966 - Carlos Guido, ex calciatore peruviano
- 1966 - Kazuhiko Hachiya, docente giapponese
- 1966 - Trine Hattestad, ex giavellottista norvegese
- 1966 - Jean-Patrick Iba-Ba, arcivescovo cattolico gabonese
- 1966 - Valerij Kamenskij, ex hockeista su ghiaccio russo
- 1966 - Michel Ory, astronomo svizzero
- 1966 - Manfred Schwabl, ex calciatore tedesco
- 1966 - Atsushi Shirai, ex calciatore giapponese
- 1966 - Fred Weller, attore statunitense
- 1967 - Maria Bello, attrice statunitense
- 1967 - Giovanni Boccia Artieri, sociologo e saggista italiano
- 1967 - Fabio Caressa, giornalista, telecronista sportivo e conduttore televisivo italiano
- 1967 - Stefano Maria Gallo, regista e autore televisivo italiano
- 1967 - Loui Jover, pittore australiano
- 1967 - Murat Niyazov, politico turkmeno
- 1967 - Dan Sahlin, ex calciatore svedese
- 1967 - Pierpaolo Sepe, regista teatrale italiano
- 1967 - Todd Terry, disc jockey statunitense
- 1967 - Pierpaolo Vettori, scrittore italiano
- 1968 - Kim Bergstrand, allenatore di calcio e ex calciatore svedese
- 1968 - Cristina Bianchino, giornalista e conduttrice televisiva italiana
- 1968 - Mary Birdsong, attrice statunitense
- 1968 - Elisabetta Birolini, ex velocista italiana
- 1968 - Sorin Cîmpeanu, politico e docente rumeno
- 1968 - Cuitláhuac García Jiménez, politico messicano
- 1968 - Javier González García, ex cestista spagnolo
- 1968 - Pedro González Martínez, ex calciatore spagnolo
- 1968 - David Hewlett, attore e scrittore britannico
- 1968 - Anders Jacobsen, allenatore di calcio e ex calciatore norvegese
- 1968 - Roberto Medina, allenatore di calcio e ex calciatore messicano
- 1968 - Jorge Rodríguez, calciatore messicano († 2024)
- 1968 - Ol'ga Romas'ko, ex biatleta russa
- 1968 - Tanja Steinebrunner, ex sciatrice alpina svizzera
- 1969 - Marco Beltrandi, politico italiano
- 1969 - Carlo Fineschi, regista e attore italiano
- 1969 - Sayako Kuroda, giapponese
- 1969 - Gerald Madkins, ex cestista statunitense
- 1969 - Giuliano Maiorana, ex calciatore inglese
- 1969 - Juan Antonio Morales, ex cestista spagnolo
- 1969 - Emma Rabbe, attrice e modella venezuelana
- 1969 - Rosaria Renna, conduttrice radiofonica e conduttrice televisiva italiana
- 1969 - Stefan Schwarz, ex calciatore svedese
- 1969 - Natasha Stefanenko, attrice, conduttrice televisiva e ex modella russa
- 1969 - Martin Terefe, produttore discografico e musicista svedese
- 1969 - Robert Změlík, ex multiplista ceco
- 1969 - Rumjana Želeva, politica bulgara
- 1970 - Lena Andersson, scrittrice e giornalista svedese
- 1970 - Vladimir Antipin, ex hockeista su ghiaccio kazako
- 1970 - Patrícia Bastos, cantante brasiliana
- 1970 - Francesca Bellettini, dirigente d'azienda italiana
- 1970 - Cho Son-jin, goista sudcoreano
- 1970 - Heike Friedrich, ex nuotatrice tedesca
- 1970 - Saʿd Ḥarīrī, politico libanese
- 1970 - Francisco Jémez Martín, allenatore di calcio e ex calciatore spagnolo
- 1970 - Kim Kyung-wook, ex arciera sudcoreana
- 1970 - Carlos López, ex calciatore messicano
- 1970 - Tess Merkel, cantante svedese
- 1970 - Willie Roaf, ex giocatore di football americano statunitense
- 1970 - Esther Schweins, attrice, comica e doppiatrice tedesca
- 1970 - Fredro Starr, rapper e attore statunitense
- 1971 - Tamara Braun, attrice statunitense
- 1971 - Samantha Cameron, imprenditrice britannica
- 1971 - Serhij Dirjavka, allenatore di calcio e ex calciatore ucraino
- 1971 - Dresta, rapper statunitense
- 1971 - Miguel Gotor, storico, politico e saggista italiano
- 1971 - Tomohiro Katanosaka, allenatore di calcio e ex calciatore giapponese
- 1971 - Ihor Ničenko, ex calciatore ucraino
- 1971 - Oleg Petrov, dirigente sportivo e ex hockeista su ghiaccio russo
- 1971 - Graham Rowntree, ex rugbista a 15 e allenatore di rugby a 15 britannico
- 1971 - Giuliana Spada, ex multiplista italiana
- 1971 - David Tennant, attore scozzese
- 1972 - Maurice Compte, attore statunitense
- 1972 - Félix Hernández, ex calciatore venezuelano
- 1972 - Carlotta Iossetti, conduttrice televisiva e attrice italiana
- 1972 - Kim Sung-jae, cantante, modello e ballerino sudcoreano († 1995)
- 1972 - Garry McCoy, pilota motociclistico australiano
- 1972 - Ruth Ogbeifo, ex sollevatrice nigeriana
- 1972 - Eli Roth, regista, sceneggiatore e attore statunitense
- 1972 - Michael Rutter, pilota motociclistico inglese
- 1972 - Norihiro Satsukawa, allenatore di calcio e ex calciatore giapponese
- 1972 - Stefanie Schmid, attrice tedesca
- 1972 - Tünde Vaszi, ex lunghista ungherese
- 1973 - Mario Amura, fotografo e direttore della fotografia italiano
- 1973 - Arnaud Beltrame, militare francese († 2018)
- 1973 - Miladin Bečanović, ex calciatore montenegrino
- 1973 - Derrick Brooks, ex giocatore di football americano statunitense
- 1973 - Maria Luisa Congiu, cantautrice italiana
- 1973 - Danrlei, ex calciatore brasiliano
- 1973 - Adriane Galisteu, modella, attrice e conduttrice televisiva brasiliana
- 1973 - Haile Gebrselassie, ex mezzofondista e maratoneta etiope
- 1973 - Nicola Lagioia, scrittore e conduttore radiofonico italiano
- 1973 - Urban Lindgren, ex fondista svedese
- 1973 - Anthony Mandler, regista statunitense
- 1973 - Tomoaki Matsukawa, ex calciatore giapponese
- 1973 - Ady, ex calciatore brasiliano
- 1974 - Arturo Di Napoli, allenatore di calcio e ex calciatore italiano
- 1974 - John Kelly, ex rugbista a 15, dirigente d'azienda e dirigente sportivo irlandese
- 1974 - Tomáš Máder, ex canoista ceco
- 1974 - Paulo Pinto, cestista portoghese († 2002)
- 1974 - Saulius Ruškys, ex ciclista su strada lituano
- 1974 - Alex Thomson, velista britannico
- 1974 - Mark Tremonti, chitarrista e cantante statunitense
- 1974 - Edgar Wright, regista, sceneggiatore e produttore cinematografico britannico
- 1974 - Aurélio de Sousa Soares, ex calciatore angolano
- 1975 - Ledis Balceiro, canoista cubano
- 1975 - Adriano Basso, ex calciatore brasiliano
- 1975 - Sanna Englund, attrice e modella tedesca
- 1975 - GoonRock, produttore discografico, paroliere e disc jockey statunitense
- 1975 - Frédéric Née, allenatore di calcio e ex calciatore francese
- 1975 - Koffi Olympio, ex calciatore togolese
- 1975 - Kōnstantinos Papadakīs, politico greco
- 1975 - Anna Santer, fondista italiana
- 1975 - Kerim Tekin, cantante e attore turco († 1998)
- 1975 - Sergei Terehhov, allenatore di calcio e ex calciatore estone
- 1976 - Paolo Citrini, allenatore di pallacanestro italiano
- 1976 - Gavin Creel, attore teatrale e cantante statunitense († 2024)
- 1976 - Diego Crosa, ex calciatore argentino
- 1976 - Franco Florio, allenatore di calcio e ex calciatore italiano
- 1976 - Tyrone Giordano, attore statunitense
- 1976 - Melissa Joan Hart, attrice e regista statunitense
- 1976 - Andrew Ilie, ex tennista australiano
- 1976 - Sean Maguire, attore e cantante britannico
- 1976 - Derek Phillips, attore statunitense
- 1976 - Kevin Rankin, attore statunitense
- 1976 - Bobby Rhine, calciatore statunitense († 2011)
- 1976 - Staffan Strand, ex altista svedese
- 1976 - Fred Vogel, regista statunitense
- 1976 - Rodrigo de la Serna, attore argentino
- 1977 - Georgi Bačev, ex calciatore bulgaro
- 1977 - Agustín Canalda, rugbista a 15 argentino
- 1977 - Christian Dürr, economista e politico tedesco
- 1977 - Hassan El Fakiri, allenatore di calcio e ex calciatore marocchino
- 1977 - Nils Olav Fjeldheim, canoista norvegese
- 1977 - Bryce Johnson, attore statunitense
- 1977 - Dan LaCouture, ex hockeista su ghiaccio statunitense
- 1977 - Massimo Manca, ex calciatore italiano
- 1977 - Jonathan Rowson, scacchista e scrittore scozzese
- 1977 - Andrea Scoppetta, fumettista, animatore e regista italiano
- 1977 - Adam Sinclair, attore scozzese
- 1977 - Awvee Storey, ex cestista e allenatore di pallacanestro statunitense
- 1977 - Adrian Sînă, cantante rumeno
- 1977 - Fabio Venturini, ex nuotatore italiano
- 1977 - Wei Xin, allenatore di calcio e ex calciatore cinese
- 1978 - Fabio D'Auria, fumettista italiano
- 1978 - DJ Kryst-Off, disc jockey e produttore discografico francese
- 1978 - Dedê, ex calciatore brasiliano
- 1978 - Dias Caires, ex calciatore angolano
- 1978 - Ryan Gardner, ex hockeista su ghiaccio canadese
- 1978 - Lenka Háječková, giocatrice di beach volley ceca
- 1978 - Medhi Leroy, ex calciatore francese
- 1978 - Malcolm Licari, ex calciatore maltese
- 1978 - Baran bo Odar, sceneggiatore e regista svizzero
- 1978 - Luciano Pagliarini, ex ciclista su strada brasiliano
- 1978 - Vanja Rupena, modella e conduttrice televisiva croata
- 1978 - Amanda Sthers, scrittrice, sceneggiatrice e regista francese
- 1978 - Ryōta Tsuzuki, ex calciatore giapponese
- 1978 - Massimo Valentini, sassofonista italiano
- 1979 - Tomáš Abrahám, allenatore di calcio e calciatore ceco
- 1979 - Paolo Blundo Canto, oboista e compositore italiano
- 1979 - Michael Bradley, ex cestista e allenatore di pallacanestro statunitense
- 1979 - Andy Campbell, ex calciatore inglese
- 1979 - Matt Cooper, rugbista a 13 australiano
- 1979 - Anthony Davidson, ex pilota automobilistico britannico
- 1979 - Giusy Ferreri, cantautrice italiana
- 1979 - Jason Jennings, ex cestista statunitense
- 1979 - Óscar Jiménez, calciatore salvadoregno
- 1979 - Kourtney Kardashian, personaggio televisivo statunitense
- 1979 - Jari Ketomaa, pilota di rally finlandese
- 1979 - Old Man River, cantautore australiano
- 1979 - Park Dong-hyuk, ex calciatore sudcoreano
- 1979 - Sergio Pelegrín, allenatore di calcio e ex calciatore spagnolo
- 1979 - Germán Rivarola, allenatore di calcio e ex calciatore argentino
- 1979 - Álvaro Rubio, allenatore di calcio e ex calciatore spagnolo
- 1979 - Mario Sgueglia, attore italiano
- 1979 - Pëtr Sčastlivyj, hockeista su ghiaccio russo
- 1979 - Pawina Thongsuk, sollevatrice thailandese
- 1979 - Randi Tytingvåg, cantante norvegese
- 1979 - Matthew Upson, ex calciatore inglese
- 1980 - Rabiu Afolabi, allenatore di calcio e ex calciatore nigeriano
- 1980 - Oihane Agirregoitia, politica spagnola
- 1980 - Justin Amash, politico statunitense
- 1980 - Tom Erik Breive, ex calciatore norvegese
- 1980 - Helga Cossu, giornalista e conduttrice televisiva italiana
- 1980 - Carolina Crescentini, attrice e doppiatrice italiana
- 1980 - Matías Donnet, ex calciatore argentino
- 1980 - Víctor Herrera, ex calciatore panamense
- 1980 - Pezet, rapper polacco
- 1980 - Giorgia Latini, politica italiana
- 1980 - Mattias Lindström, allenatore di calcio e ex calciatore svedese
- 1980 - Laura Mennell, attrice canadese
- 1980 - Martina Müller, ex calciatrice tedesca
- 1980 - Andrea Pilotti, cestista italiano
- 1980 - Diogo Rincón, ex calciatore brasiliano
- 1980 - Murat Tileşev, ex calciatore kazako
- 1980 - Brenda Villa, ex pallanuotista statunitense
- 1981 - Eric Bataille, pilota motociclistico andorrano
- 1981 - Cameron Carpenter, organista e compositore statunitense
- 1981 - Cédric Céligny, ex calciatore francese
- 1981 - Sol Gabetta, violoncellista argentina
- 1981 - Mai Hoshimura, cantautrice, pianista e tastierista giapponese
- 1981 - Maksim Iglinskij, ex ciclista su strada kazako
- 1981 - Milan Jovanović, ex calciatore serbo
- 1981 - Elastinen, rapper finlandese
- 1981 - Miguel Angel Magnoni, ex calciatore argentino
- 1981 - Deolinda Ngulela, ex cestista e allenatrice di pallacanestro mozambicana
- 1981 - Derrick Obasohan, ex cestista nigeriano
- 1981 - Tim Pickett, ex cestista statunitense
- 1981 - Aldo Ramírez, ex calciatore colombiano
- 1981 - K.B. Sharp, ex cestista statunitense
- 1981 - Audrey Tang, informatica taiwanese
- 1981 - Taco Wallace, ex giocatore di football americano statunitense
- 1982 - Ljudmila Anan'ka, ex biatleta bielorussa
- 1982 - Solomon Bates, ex giocatore di football americano statunitense
- 1982 - Éric Bernard, attore francese
- 1982 - Serhij Čepornjuk, ex giocatore di calcio a 5 ucraino
- 1982 - Jamion Christian, allenatore di pallacanestro statunitense
- 1982 - Francesco Di Paolo, ex ciclista su strada italiano
- 1982 - Simone Farina, dirigente sportivo e ex calciatore italiano
- 1982 - Z Gorres, pugile filippino
- 1982 - Kiril Kotev, ex calciatore bulgaro
- 1982 - Sergej Maslennikov, ex combinatista nordico russo
- 1982 - Giovanna Micol, velista italiana
- 1982 - Santiago Morero, ex calciatore argentino
- 1982 - Darren Sutherland, pugile irlandese († 2009)
- 1982 - Marie-Élaine Thibert, cantante canadese
- 1982 - David Toledo, ex calciatore messicano
- 1982 - The Toxic Avenger, disc jockey, compositore e produttore discografico francese
- 1982 - Christian Traoré, ex calciatore danese
- 1982 - Alisa Weilerstein, violoncellista statunitense
- 1982 - Solonei da Silva, mezzofondista e maratoneta brasiliano
- 1983 - Giorgio Boscagin, ex cestista italiano
- 1983 - Miguel Cabrera, giocatore di baseball venezuelano
- 1983 - Reeve Carney, attore e cantante statunitense
- 1983 - Sofian Chahed, allenatore di calcio e ex calciatore tedesco
- 1983 - François Clerc, ex calciatore francese
- 1983 - Juan Gill, ex calciatore argentino
- 1983 - Roberto Gutiérrez, calciatore cileno
- 1983 - Fodil Hadjadj, ex calciatore algerino
- 1983 - Lucas Sebastián Haedo, ex ciclista su strada argentino
- 1983 - Cody McCormick, ex hockeista su ghiaccio canadese
- 1983 - Carlos Alexandre Rodrigues do Nascimento, ex cestista brasiliano
- 1983 - Owenn, cantautore e ballerino statunitense
- 1983 - Leila Rajabi, ex pesista bielorussa
- 1983 - Ibrahim Abdul Razak, ex calciatore ghanese
- 1983 - Hernán Rengifo, calciatore peruviano
- 1983 - Katherine Maher, dirigente d'azienda statunitense
- 1983 - Daniele Rustioni, direttore d'orchestra italiano
- 1984 - Franklin April, calciatore namibiano († 2015)
- 1984 - Red Bryant, ex giocatore di football americano statunitense
- 1984 - Chuck Davis, ex cestista statunitense
- 1984 - America Ferrera, attrice, doppiatrice e regista statunitense
- 1984 - Michaela Hasalíková, pallavolista ceca
- 1984 - Ikechukwu Kalu, ex calciatore nigeriano
- 1984 - Felix Katongo, calciatore zambiano
- 1984 - Manuel Machata, ex bobbista tedesco
- 1984 - James Marten, ex giocatore di football americano statunitense
- 1984 - Diogo Jefferson Mendes de Melo, ex calciatore brasiliano
- 1984 - Ondřej Němec, hockeista su ghiaccio ceco
- 1984 - Giovanni Rossi, ex calciatore italiano
- 1984 - Maicon Santos, ex calciatore brasiliano
- 1984 - Aman Wote, ex mezzofondista etiope
- 1985 - Łukasz Fabiański, calciatore polacco
- 1985 - Artur Gajek, ex ciclista su strada tedesco
- 1985 - José Luis García, ex calciatore argentino
- 1985 - Tom Hughes, attore britannico
- 1985 - Walter Iglesias, calciatore argentino
- 1985 - Jessica Lu, attrice e modella statunitense
- 1985 - Pürevdorjiin Serdamba, pugile mongolo
- 1985 - Rachel Smith, modella statunitense
- 1985 - Elena Temnikova, cantante, personaggio televisivo e stilista russa
- 1985 - Péter Tibolya, pentatleta ungherese
- 1985 - Thepchaiya Un-Nooh, giocatore di snooker thailandese
- 1985 - Yang Yu, calciatore cinese
- 1986 - Maurice Edu, ex calciatore statunitense
- 1986 - Guyon Fernandez, ex calciatore olandese
- 1986 - Sundiata Gaines, ex cestista statunitense
- 1986 - Jakov Gojun, pallamanista croato
- 1986 - Taylor Griffin, ex cestista statunitense
- 1986 - Edgars Jeromanovs, ex cestista lettone
- 1986 - Kim Yeon-ju, ex cestista sudcoreana
- 1986 - Thapelo Mokhele, calciatore lesothiano
- 1986 - Pak Yong-jin, calciatore nordcoreano
- 1986 - Gilberto Reis, ex calciatore capoverdiano
- 1986 - Danilo Rinaldi, calciatore argentino
- 1986 - Osael Romero, ex calciatore salvadoregno
- 1986 - Robbert Schilder, ex calciatore olandese
- 1986 - Matías Vega, calciatore argentino
- 1986 - Efraín Velarde, ex calciatore messicano
- 1987 - Matthew Anderson, pallavolista statunitense
- 1987 - Jago, artista e scultore italiano
- 1987 - Larry Gordon, ex cestista statunitense
- 1987 - Daniel Guimarães, calciatore brasiliano († 2024)
- 1987 - Danny Guthrie, ex calciatore inglese
- 1987 - Rosie Huntington-Whiteley, supermodella e attrice britannica
- 1987 - Samantha Jade, cantante e attrice australiana
- 1987 - Mikko Koivisto, cestista finlandese
- 1987 - Sandra Lyng, cantante norvegese
- 1987 - Damir Mehić, calciatore svedese
- 1987 - Westher Molteni, cestista svizzero
- 1987 - Eugene Monroe, giocatore di football americano statunitense
- 1987 - Gabriele Paonessa, ex calciatore italiano
- 1987 - Paul Paton, calciatore nordirlandese
- 1987 - Anthony Roux, ciclista su strada francese
- 1987 - Emanuela Salopek, ex cestista croata
- 1987 - Airial Salvo, pallavolista statunitense
- 1987 - Kévin Sireau, pistard francese
- 1987 - Ivan Tričkovski, calciatore macedone
- 1987 - Ron Watkins, imprenditore statunitense
- 1987 - Christina Wirth, ex cestista statunitense
- 1987 - Ellen Woglom, attrice statunitense
- 1988 - Jurij Ajrapetjan, scacchista ucraino
- 1988 - Olu Ashaolu, cestista canadese
- 1988 - Giusy Astarita, pallavolista italiana
- 1988 - Andrzej Bargiel, scialpinista, arrampicatore e fondista di corsa in montagna polacco
- 1988 - Justin Burrell, cestista statunitense
- 1988 - Karol-Ann Canuel, ex ciclista su strada canadese
- 1988 - Julie Debever, ex calciatrice francese
- 1988 - Anagabriela Espinoza, modella messicana
- 1988 - Andre Frolov, calciatore estone
- 1988 - Clarissa Goenawan, scrittrice singaporiana
- 1988 - Ken Iwao, calciatore giapponese
- 1988 - Wolfgang Kindl, slittinista austriaco
- 1988 - Vanessa Kirby, attrice britannica
- 1988 - Čavdar Kostov, cestista bulgaro
- 1988 - Jessica Learmonth, triatleta britannica
- 1988 - Kayleigh McEnany, scrittrice e politica statunitense
- 1988 - Jamel McLean, cestista statunitense
- 1988 - Oscar Murillo, ex calciatore colombiano
- 1988 - Cláudia Neto, calciatrice portoghese
- 1988 - Ibrahima Niasse, ex calciatore senegalese
- 1988 - Jackson Niyomugabo, ex nuotatore ruandese
- 1988 - Pierrick Valdivia, ex calciatore francese
- 1988 - Josh Williams, ex calciatore statunitense
- 1988 - Yu Dabao, ex calciatore cinese
- 1989 - Rizvan Ablitarov, calciatore ucraino
- 1989 - Taisuke Akiyoshi, calciatore giapponese
- 1989 - Don Barclay, giocatore di football americano statunitense
- 1989 - Senai Berhane, ex calciatore svedese
- 1989 - Anton Bernard, ex hockeista su ghiaccio italiano
- 1989 - Bojan Bogdanović, ex cestista croato
- 1989 - Simas Buterlevičius, ex cestista lituano
- 1989 - Ciro Henrique Alves Ferreira e Silva, calciatore brasiliano
- 1989 - Josh Duinker, ex cestista australiano
- 1989 - José Edvaldo, giocatore di football americano brasiliano
- 1989 - Aljaksandr Hutar, calciatore bielorusso
- 1989 - Jessica, cantante, modella e attrice sudcoreana
- 1989 - Zinaida Lunina, ginnasta bielorussa
- 1989 - Marco Maisano, autore televisivo, giornalista e conduttore televisivo italiano
- 1989 - Pascal Mancini, velocista svizzero
- 1989 - Heather Meyers, ex pallavolista statunitense
- 1989 - Fernando Navarro Morán, calciatore messicano
- 1989 - Julie Rabanne, calciatrice francese
- 1989 - Patricio Rubio, calciatore cileno
- 1989 - Alia Shawkat, attrice statunitense
- 1989 - Edip Tepeli, attore turco
- 1989 - Hannah Wang, attrice australiana
- 1989 - Marco Wolfinger, ex calciatore liechtensteinese
- 1989 - Cecilia Zambrini, ex cestista italiana
- 1990 - Thomas Beretta, pallavolista italiano
- 1990 - Anna van der Breggen, ciclista su strada, ciclocrossista e dirigente sportiva olandese
- 1990 - Damjan Đoković, calciatore croato
- 1990 - Luca Dotto, nuotatore italiano
- 1990 - Jenny Elbe, triplista tedesca
- 1990 - Amâncio Fortes, calciatore angolano
- 1990 - Umberto Gaudino, ballerino italiano
- 1990 - Baye Oumar Niasse, ex calciatore senegalese
- 1990 - Johnatan Opoku, calciatore olandese
- 1990 - Luciano Pons, calciatore argentino
- 1990 - Pablo Punyed, calciatore salvadoregno
- 1990 - Britt Robertson, attrice statunitense
- 1990 - Danilo Sekulić, calciatore serbo
- 1990 - Lars Stubhaug, ex calciatore norvegese
- 1990 - Wojciech Szczęsny, calciatore polacco
- 1990 - Akane Takada, ballerina giapponese
- 1990 - Tress Way, giocatore di football americano statunitense
- 1991 - Maikel Chang, calciatore cubano
- 1991 - Sandro Ehrat, tennista svizzero
- 1991 - Vladimer Khinchegashvili, lottatore georgiano
- 1991 - Iury Machado, giocatore di football americano brasiliano
- 1991 - Tero Mäntylä, ex calciatore finlandese
- 1991 - Saman Nariman Jahan, calciatore iraniano
- 1991 - Elia De Pol, giocatore di curling italiano
- 1992 - Araz Abdullayev, calciatore azero
- 1992 - Kassim Ahamada, calciatore francese
- 1992 - Daniel Attard, politico maltese
- 1992 - Chloe Bennet, attrice e cantante statunitense
- 1992 - Melissa Bjånesøy, calciatrice statunitense
- 1992 - Caroline Chew, cavallerizza singaporiana
- 1992 - Misa Eguchi, ex tennista giapponese
- 1992 - Jacob Fatu, wrestler statunitense
- 1992 - Samuel Galindo, calciatore boliviano
- 1992 - Martina Lorenzetto, lunghista italiana
- 1992 - Dzsenifer Marozsán, calciatrice ungherese
- 1992 - Oleksandr Mišula, cestista ucraino
- 1992 - Magnus Stamnestrø, allenatore di calcio e ex calciatore norvegese
- 1992 - Georgi Terziev, calciatore bulgaro
- 1992 - Dairis Tornell, cestista cubana
- 1992 - Jonathan dos Santos, calciatore uruguaiano
- 1993 - Stefan Baumeister, snowboarder tedesco
- 1993 - Nianta Diarra, cestista maliano
- 1993 - Eric Hedlin, nuotatore canadese
- 1993 - Diego Hidalgo, tennista ecuadoriano
- 1993 - Stephen Hurt, cestista statunitense
- 1993 - Ingus Jakovičs, cestista lettone
- 1993 - Denzel Livingston, cestista statunitense
- 1993 - Taylor Pischke, giocatrice di beach volley canadese
- 1993 - Ángelo Sagal, calciatore cileno
- 1993 - Scott Scrafton, rugbista a 15 neozelandese
- 1993 - Mika Zibanejad, hockeista su ghiaccio svedese
- 1994 - Moisés Arias, attore statunitense
- 1994 - Jimmy Cabot, ex calciatore francese
- 1994 - Aminé, rapper e cantante statunitense
- 1994 - Moisés Delgado, calciatore spagnolo
- 1994 - Boubacar Diarra, calciatore maliano
- 1994 - Jordan Donica, attore e cantante statunitense
- 1994 - Michael Gregoritsch, calciatore austriaco
- 1994 - Ross Moriarty, rugbista a 15 britannico
- 1994 - Leuterīs Mpochōridīs, cestista greco
- 1994 - Francis Narh, calciatore ghanese
- 1994 - Martin Ovenstad, calciatore norvegese
- 1994 - Lucas Romero, calciatore argentino
- 1994 - Jakob Schneider, canottiere tedesco
- 1995 - Lorenzo Bianco, pallanuotista italiano
- 1995 - Brittany Brown, velocista statunitense
- 1995 - Virginia Gardner, attrice e modella statunitense
- 1995 - Lee Seung-yun, arciere sudcoreano
- 1995 - Gustav Lundgren, calciatore svedese
- 1995 - Elisa Mancinelli, cestista italiana
- 1995 - Haruno Nemoto, cestista giapponese
- 1995 - Divock Origi, calciatore belga
- 1995 - Francisco Geraldes, calciatore portoghese
- 1995 - Sumeet Passi, calciatore indiano
- 1995 - Felipe Pires, calciatore brasiliano
- 1995 - Sebastian Ring, calciatore svedese
- 1995 - Krisztián Tamás, calciatore ungherese
- 1995 - Jurij Tkačuk, calciatore ucraino
- 1995 - Mikko Viitikko, calciatore finlandese
- 1995 - Milan Vušurović, calciatore montenegrino
- 1995 - Wesley Natã, calciatore brasiliano
- 1995 - Ronni Williams, ex cestista statunitense
- 1995 - Idan Zalmanson, cestista israeliano
- 1996 - Leonardo Acevedo, calciatore colombiano
- 1996 - Mariah Bell, pattinatrice artistica su ghiaccio statunitense
- 1996 - Carmine Buschini, attore italiano
- 1996 - Cameron Crestani, calciatore australiano
- 1996 - Daniil Dubov, scacchista russo
- 1996 - Denzel Dumfries, calciatore olandese
- 1996 - Felipe Jaramillo, calciatore colombiano
- 1996 - Valerio Mantovani, calciatore italiano
- 1996 - Patrick Müller, ex ciclista su strada e pistard svizzero
- 1996 - Oleksandr Osman, calciatore ucraino
- 1996 - Camille Sainte-Luce, martellista francese
- 1996 - Ski Mask the Slump God, rapper statunitense
- 1996 - Finn Stokkers, calciatore olandese
- 1996 - Aljaksej Žyhalkovič, cantante bielorusso
- 1997 - Gabriela Alicea, pallavolista portoricana
- 1997 - Dominykas Barauskas, calciatore lituano
- 1997 - Paul Bernardoni, calciatore francese
- 1997 - Matthias Bluebaum, scacchista tedesco
- 1997 - Andrija Filipović, calciatore croato
- 1997 - Robert Glință, ex nuotatore rumeno
- 1997 - Taiki Hirato, calciatore giapponese
- 1997 - Christopher Howard jr, giocatore di football americano statunitense
- 1997 - Sandro Ingolitsch, calciatore austriaco
- 1997 - Matteo Levantesi, ginnasta italiano
- 1997 - Roman Macek, calciatore ceco
- 1997 - Tat'jana Minina, taekwondoka russa
- 1997 - Jared Schmidt, sciatore freestyle canadese
- 1997 - Gabriel Strefezza, calciatore brasiliano
- 1997 - Caleb Swanigan, cestista statunitense († 2022)
- 1997 - Federico Varela, calciatore argentino
- 1997 - Lucas Vera, calciatore argentino
- 1997 - Thomas Verhoeven, nuotatore olandese
- 1997 - Sébastien Vigier, pistard francese
- 1997 - Donny van de Beek, calciatore olandese
- 1998 - Roger Adrià, ciclista su strada spagnolo
- 1998 - Léo Andrade, calciatore brasiliano
- 1998 - Dino Lamb, rugbista a 15 italiano
- 1998 - Valerio Cuomo, schermidore italiano
- 1998 - Moussa Kyabou, calciatore maliano
- 1998 - Yahya Al Ghassani, calciatore emiratino
- 1998 - Ėmin Seferšaev, lottatore ucraino
- 1999 - Michael Andrew, nuotatore statunitense
- 1999 - Mekhi Becton, giocatore di football americano statunitense
- 1999 - Tobias Børkeeiet, calciatore norvegese
- 1999 - Ben Brereton, calciatore cileno
- 1999 - Deyna Castellanos, calciatrice venezuelana
- 1999 - Bahaa Mamdouh, calciatore qatariota
- 1999 - Dominik Plechatý, calciatore ceco
- 1999 - Tomás Rossi, calciatore argentino
- 1999 - Serena Rossini, schermitrice italiana
- 1999 - Ward Vanhoof, ciclista su strada belga
- 2000 - Gleb Brusenskij, ex ciclista su strada kazako
- 2000 - Ansgar Evensen, fondista norvegese
- 2000 - Diego García Campos, calciatore spagnolo
- 2000 - Saskja Lack, sciatrice freestyle svizzera
- 2000 - Esteban Lepaul, calciatore francese
- 2000 - Isaiah Likely, giocatore di football americano statunitense
- 2000 - Shehab Ellethy, calciatore qatariota
- 2000 - Caedan Wallace, giocatore di football americano statunitense

## XXI secolo(34)
- 2001 - Mariam Osama Elbeialy, ginnasta egiziana
- 2001 - Adrian Gantenbein, calciatore svizzero
- 2001 - Santiago Giménez, calciatore messicano
- 2001 - Lovro Gnjidić, cestista croato
- 2001 - Roberts Krūzbergs, pattinatore di short track lettone
- 2001 - Haytam Manaout, calciatore marocchino
- 2001 - Elena Melián, nuotatrice artistica spagnola
- 2001 - PinkPantheress, cantautrice e produttrice discografica britannica
- 2002 - Ali Akman, calciatore turco
- 2002 - Xiye Bastida, attivista messicana
- 2002 - Bruno Damiani, calciatore uruguaiano
- 2002 - Dillon De Silva, calciatore inglese
- 2002 - Aurora Giovinazzo, attrice e ballerina italiana
- 2002 - Geraldine González, pallavolista dominicana
- 2002 - Aidan Heslop, tuffatore britannico
- 2002 - Sava Luburić, giocatore di football americano serbo
- 2002 - Franco Nicola, calciatore uruguaiano
- 2002 - Julian Strawther, cestista statunitense
- 2002 - Princely Umanmielen, giocatore di football americano nigeriano
- 2002 - Gabriel Vega, calciatore argentino
- 2003 - Ibrahima Cissoko, calciatore senegalese
- 2003 - Kai Fotheringham, calciatore scozzese
- 2003 - Erwan Konaté, lunghista e modello francese
- 2003 - Danylo Konovalov, tuffatore ucraino
- 2003 - Amine Lachkar, calciatore olandese
- 2003 - Sainey Sanyang, calciatore gambiano
- 2003 - Igor Van Dessel, attore e doppiatore belga
- 2004 - Francisco Bregante, calciatore uruguaiano
- 2004 - Nick Smith, cestista statunitense
- 2005 - Christian Mawissa Elebi, calciatore francese
- 2005 - Lin Shidong, tennistavolista cinese
- 2005 - Rocco Vata, calciatore irlandese
- 2006 - Thiago Silvero, calciatore argentino
- 2007 - Lerotholi Seeiso, principe lesothiano